# Jan Pakosławic
Jan Pakosławic ze Strożysk (zm. ok. 1374) – dyplomata, poseł królewski i rycerz. Przyjął nazwisko Rzeszowski od nadanej mu przez króla miejscowości. Był założycielem rodu Półkoziców Rzeszowskich, którzy władali miastem do 1583.
Był właścicielem dóbr Stróżyska, zaś 19 stycznia 1354 r. Kazimierz Wielki nadał mu miasto Rzeszów z okolicą po Dąbrowę na północy, Czudec na zachodzie i wieś Leżajsk na wschodzie.
Około 1360 Jan Pakosławic wystawił w Rzeszowie na Staromieściu kościół pw. świętych Wojciecha i Katarzyny (późniejsza parafia św. Józefa w Rzeszowie). 
Nie pełnił urzędów królewskich, był natomiast posłem króla. W latach 50. XIV w. do Tatarów, a następnej dekadzie do papieża Urbana V w Awinionie.
Miał trzech synów, z których każdy miał na imię Jan:
- Jan Feliks Rzeszowski (zwany "Starym"[2]) z Przybyszówki, był kontynuatorem linii Półkoziców Rzeszowskich
- Jan Rzeszowski (zm. 1436), arcybiskup lwowski[2]
- Jan z Rzeszowa Staromiejski, którego żoną była Małgorzata Branicka herbu Gryf

Po śmierci Jana Pakosławica ok. 1374 r. dobra rzeszowskie przypadły jego synom, ale nadal zarządzane były wspólnie. Obejmowały one wówczas miasto i 26 wsi. Dopiero w 1450 r. nastąpił podział majątku na trzy oddzielne zespoły.